# Јан Улрих
Јан Улрих (2. децембар 1973) бивши је немачки професионални бициклиста. Највећи успех остварио је 1997. године, када је освојио Тур де Франс. Он је до данас (2025) једини немачки победник Тура.
Највећи Улрихови успеси су поред победе на Тур де Франсу 1997. године, злато и сребрна медаља на Олимпијским играма 2000. у Сиднеју и победа на Вуелта а Еспањи 1999. године.

## Аматерска каријера
Улрих је прву трку освојио са девет година. 1988. је био шампион ДР Немачке. Похађао је спортску школу у Берлину, која је затворена две године након пада Берлинског зида. Он, његов тренер и сувозачи, придружили су се аматерском тиму у Хамбургу, са којим је Улрих 1991. године, освојио пето место на светском првенству у сајкло кросу.
Године 1993, Улрих је, са 19 година, освојио аматерско светско првенство у Ослу. Исте године је Ленс Армстронг освојио светско првенство за професионалце.

## Професионална каријера

### Почетак каријере
Улрих је 1994. године постао професионалац у тиму Телеком и прве године је освојио треће место на светском првенству у вожњи на хронометар. Наредне године је освојио национално првенство у вожњи на хронометар и завршио други у трци Лимусин. Улрих је намеравао да вози Тур де Франс 1995. године, али је Гедфрот сматрао да је превише рано и послао га је да вози малу етапну трку у Немачкој. Улрих је касније те године возио Вуелта а Еспању, али је напустио током 12 етапе.

### 1996.
Године 1996, Улрих се одрекао места у Немачком тиму за Олимпијске игре да би возио свој први Тур де Франс. На прологу је изгубио 33 секунде од Шпанца Мигела Индураина. Улрих је био далеко све до седме етапе, када је Индураин изгубио 4 минута, а Улрих је остао 22 секунде иза сувозача, Бјарнеа Риса. На наредној етапи остао је још 40 секунди иза Риса. Након девете етапе, Улрих је био пети, минут и по иза Риса који је био лидер. У завршници Тура, у брдима, Улрих је дошао до другог места, али је био четири минута иза Риса. Улрих је затим победио на хронометру, на етапи 18, што му је била прва победа на Туру и узео је 2 минута Рису. Свој први Тур завршио на другом месту, 1' 41" иза Бјарнеа Риса, уз освојену класификацију за најбољег младог возача.

### 1997.
Пре Тура 1997. године, Улрих је имао етапну победу на Туру Швајцарске и освојио је национално првенство у друмској вожњи. На Тур је дошао као један од фаворита. На отварању Тура, на прологу, освојио је друго место. На деветој етапи, првој брдској, Улрих је радио за Риса, тек када је Ришар Виренк напао, Улрих је реаговао. Бјарне Рис се мучио да прати и завршио је 30 секунди иза Ришара Виренка, Марка Пантанија и Јана Улриха. На десетој етапи, након што је Рис опет отпао, Улрих је отишао до тимског возила да тражи дозволу за напад, добио је дозволу, вратио се, напао и завршио минут испред Пантанија и Виренка и узео је жуту мајицу. Улрих је затим победио на етапи 12, на хронометру, три минута испред другопласираног у генералном пласману, Ришара Виренка. Марко Пантани је напао на Алп ду Езу, али је узео само 47 секунди, заостајао је девет минута. Наредну етапу освојио је Пантани, алу је Урлих опет лимитирао губитак и на хронометру, на задњој етапи, Урлих је потврдио своју победу, поставши први Немац који је освојио Тур де Франс, а са своје 23 године, четврти најмлађи победник Тура.
Недељу после Тура, Улрих је освојио класик у Хамбургу, а затим је завршио други на великој награди Швајцарске. Улрих је проглашен за спортисту године у Немачкој.

### 1998—1999.
Године 1998. опет су се борили Улрих и Пантани за победу на Туру. Урлих је победио на хронометру, на седмој етапи и узео је лидерску мајицу, коју је имао све до етапе 15, када је Марко Пантани сјајном вожњом на Галибијеу узео Улриху 9 минута и преузео лидерску позицију, Урлих је пао на четврто место. На етапи 16, Кол де Маделена, Улрих је напао и једино је Пантани могао да га прати. На циљ су стигли заједно и Улрих је победио у спринту и померио се на треће место. Улрих је победио и на хронометру, на задњој етапи и освојио је друго место и класификацију за најбољег младог возача, а касније је освојио треће место на Вуелта Кастиља Леон трци.
Улрих је због повреде морао да пропусти Тур де Франс 1999. године, па је наступао на Вуелти.
Победио је на првој брдској етапи, у спринту, а Абрахам Олано је узео лидерску мајицу. Након хронометра на осмој етапи, Олано је учврстио своју предност, победивши минут испред Улриха. Улрих је на 11 етапи узео 30 секунди Олану, а на 12 етапи је узео лидерску мајицу. Олано је возио са сломљеним ребром и изгубио је седам минута, због чега је касније напустио Вуелту. Гонзалес Галдеано се тада попео на друго место и постао је претња за Улриха. На етапи 18, Банесто и други шпански тимови су нападали Илриха, који се мучио на задњем успону, али је лимитирао свој губитак. На хронометру на задњој етапи, Улрих је освојио три минута испред Гонзалеса и повећао је своју предност у генералном пласману на четири минута и освојио је Вуелту. Након Вуелте, Урлих је освојио светско првенство у вожњи на хронометар, испред Швеђанина Михаела Андерсена и Британца Криса Бордмана

### 2000—2003.
Од 1999. године, почела је седмогодишња доминација Ленса Армстронга. 2000. године су се по први пут такмичили једни против других, Улрих, Армстронг и Пантани. На првој етапи, Улрих је изгубио 20 секунди од Армстронга, а Пантани преко два минута. На десетој етапи, Улрих је изгубио четири минута од Армстронга, који је тада узео жуту мајицу. Армстронг је на крају освојио Тур са шест минута испред испред Улриха, који је завршио други и освојио класификацију за најбољег младог возача. Након Тура, Улрих је освојио осваја злато на олимпијским играма у друмској вожњи, а у вожњи на хронометар освојио је друго место, Армстронг је био трећи.
Године 2001, освојио је класик у Дортмунду, а у склопу припрема за Тур де Франс, возио је Ђиро д’Италију и завршио је на 52 месту у генералном пласману. Пре Тура, освојио је национално првенство у друмској вожњи. На Тур де Франсу, опет је завршио иза Армстронга, а освојио је по трећи пут класификацију за најбољег младог возача. Након Тура, Улрих је освојио светско првенство у вожњи на хронометар по други пут у каријери.
У јуну 2002. године, Улрих је био позитиван на амфетамин, због чега је отпуштен из тима Телеком и суспендован на шест месеци. Правдао се да је користио амфетамин уз екстази и због тога што није амфетамин користио са намером да побољша своје перфомансе, добио је минималну суспензију.
У марту 2003. Урлих се враћа бициклизму, у тиму Бјанки. Остварио је једну победу у Немачкој, а Лијеж—Бастоњ—Лијеж је завршио на 29 месту. Тур де Франс 2003. је био први после доста година на којем Улрих није био фаворит. У првој недељи, био је болестан и скоро се повукао. У Алпима је изгубио два минута од Армстронга, да би на хронометру вратио минут и по. На једној брдској етапи, Армстронг је погођен од стране навијача и пао је, а Улрих је чекао да се опорави, на крају је Армстронг узео Улриху 40 секунди и хронометар је одлучивао. На хронометру, Улрих је пао и све је било готово, завршио је други, 1' 11" иза Армстронга. Улрих је проглашен за спортисту године у Немачкој.

### 2004—2006.
Године 2004, Улрих се враћа у тим Телеком, који се сада звао Т-Мобиле. Освојио Тур Швајцарске и дошао је опет као фаворит на Тур де Франс. Завршио је на четвртом месту, што је било први пут да је завршио испод другог места.
Године 2005, Улрих је опет лидер тима, на Туру Швајцарске је освојио треће место. На Тур де Франсу, Улрих није могао да прати Армстронга и Ивана Баса пи брдима и трудио се да салува треће место, испред Мајкла Расмусена. На хронометру, Улрих је завршио други, иза Армстронга, а Расмусен је имао неколико падова и мењао је бицикл и Улрих је узео довољно времена и освојио је треће место.
На крају Тура 2005. године, Армстронг је завршио каријеру, а Улрих је одлучио да вози још годину или две. Возио је Ђиро у склопу припрема за Тур, где је победио на хронометру испред Ивана Баса. Ђиро је због повреде напустио на етапи 19. Након Ђира, Улрих је освојио по други пут Тур Швајцарске.
Током Ђира, Улрих је спомињан у допинг скандалу, што је порицао. Ипак, дан пре Тур де Франса, Улрих је суспендован, као и Иван Басо. Улрих је отпуштен из тима.
Дана 26. фебруара 2007. године, Улрих је завршио каријеру, изјавивши да никада није варао.

## Допинг
Након што је суспендован са Тур де Франса, Улрих је отпуштен из тима, што је објављено током 18 етапе Тура. Улрих је рекао да није заслужио такав третман. 3. августа 2006. године, експерт за допинг, Варнер Франк, изјавио је да Улрих треба да уплати око 35 хиљада еура због допинга. Суд у Немачкој је то одбацио због недовољно доказа о умешаности Улриха у допинг аферу названу „операција тело” (шп. operation puerto).
Дана 14. септембра 2006. године, из Улрихове куће су, док је он био на меденом месецу са новом женом, узети днк узорци. 4. априла 2007. потвђено је да се Улрихова днк поклапа са узорцима девет кеса крви, узетих из канцеларије Еуфемијана Фуентеса.
Године 2008, Немачка је затворила свој случај против Улриха, прогласивши га недужним. Године 2010, Швајцарска је затворила свој случај, јер Улрих више није био члан Швајцарске бициклистичке федерације.
У фебруару 2012. године, светска антидопинг агенција је прогласила Улриха кривим за допинг и поништени су му сви резултати од маја 2005. године.
Године 2013, сам Улрих је признао коришћење допинга.

## Одбијање да врати олимпијске медаље
Након што је Ленс Армстронг признао да се допинговао, вратио је бронзану медаљу освојену 2000. године, а исто је затрашено и од Улриха.
Улрих је освојио злато у друмској и сребро у вожњи на хронометар. Улрих је одбио да врати медаље, говорећи да није користио ништа што нису остали у том периоду. До данас, нису му поништени резултати на Олимпијским играма.

## Приватни живот
Улрих је живио у Мердингену, од 1994. до 2002. године, са својом женом, са којим има кћерку. 2003. године, преселили су се у Минстерлиген, у Швајцарску, а 2005. су се развели. Улрих је остао, а његобс бивша жена се вратила са кћерком у Мердинген.
У септембру 2006. Улрих се поново оженио. Са садашњом женом има три сина.
Године 2015, Улрих је победио на Критеријуму Хенгел у Холандији.